# Petra Wenzel
Petra Wenzel (Grabs, 20 novembre 1961) è un'ex sciatrice alpina liechtensteinese, portabandiera del Liechtenstein durante la cerimonia di apertura dei XIII Giochi olimpici invernali di Lake Placid 1980.

## Biografia
Petra Wenzel proviene da una famiglia di grandi tradizioni nello sci alpino: è sorella di Andreas e Hanni, madre di Jessica Walter e zia di Tina Weirather, tutti a loro volta atleti di alto livello. La famiglia Wenzel, originaria della Germania, si trasferì in Liechtenstein, a Planken, e, dopo i primi successi sportivi di Andreas e Hanni, ricevette la cittadinanza del principato.
Sciatrice polivalente, in Coppa del Mondo ottenne il primo risultato di rilievo il 2 marzo 1979 a Lake Placid, giungendo 18ª in discesa libera; l'anno dopo ai XIII Giochi olimpici invernali di Lake Placid 1980, sua prima presenza olimpica, dopo essere stata portabandiera del Liechtenstein durante la cerimonia di apertura si classificò 23º nella discesa libera, 19º nello slalom gigante e 14º nello slalom speciale e fu 5ª nella combinata, disputata in sede olimpica ma valida solo per i Mondiali 1980. Il 23 gennaio 1982, a Berchtesgaden, ottenne in slalom speciale il suo miglior piazzamento in Coppa del Mondo, chiudendo 4ª a 1 secondo e 7 centesimi dalla vincitrice, la statunitense Christin Cooper; nella stessa stagione partecipò ai Mondiali di Schladming 1982, arrivando 4ª nello slalom gigante vinto dalla svizzera Erika Hess a soli 2 centesimi dal bronzo della connazionale Ursula Konzett.
Il 9 febbraio 1983 a Maribor eguagliò il suo miglior piazzamento in Coppa del Mondo, sempre in slalom speciale, chiudendo 4ª a 94 centesimi di distacco dalla Hess. Il suo ultimo piazzamento in Coppa del Mondo fu il 12º posto ottenuto nello slalom speciale disputato a Verbier il 22 gennaio 1984; ai successivi XIV Giochi olimpici invernali di Sarajevo 1984, sua ultima presenza olimpica, si classificò 19º nello slalom gigante e non terminò lo slalom speciale. Concluse la carriera al termine di quella stessa stagione.

## Palmarès

### Coppa del Mondo
- Miglior piazzamento in classifica generale: 19ª nel 1983